# 烏溪沙站公共運輸交匯處

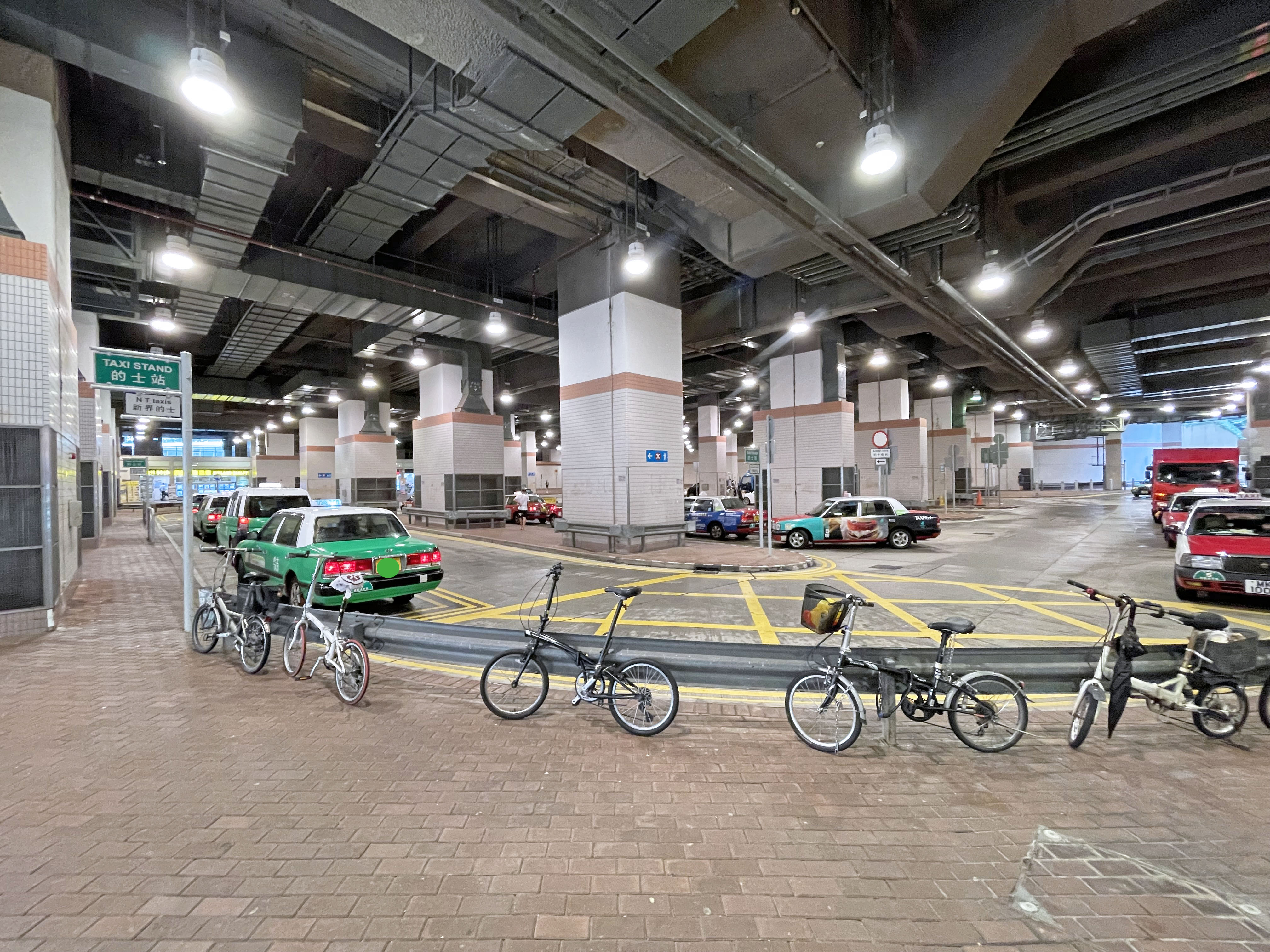
烏溪沙站公共交匯處的士站

烏溪沙站公共運輸交匯處（英文：Wu Kai Sha Station Public Transport Interchange）是香港一個環狀鋸齒型室內公共運輸交匯處，位於馬鞍山新市鎮落禾沙，接近大埔區西貢北交界線，港鐵屯馬綫烏溪沙站旁。此總站設有多個坑位供巴士停泊作休息用途。烏溪沙站公共運輸交匯處於2004年12月17日啟用，配合馬鞍山鐵路通車。

## 總站路線資料（巴士）

### 九龍巴士40X線
- 烏溪沙站 ↔ 葵涌邨
- 烏溪沙站 → 葵芳（南）

1993年12月26日開辦，是一條城門隧道巴士路線，提供烏溪沙、馬鞍山及沙田第一城往來瀝源、禾輋、梨木樹及葵興的巴士服務。（乘本線可於城門隧道轉車站免費轉車往葵芳、葵盛、荔景、美孚、青衣及荃灣市中心）。

### 九龍巴士87R線
- 香港體育館 → 烏溪沙站

### 九龍巴士89D線
- 烏溪沙站 ↔ 藍田站

1993年10月11日投入服務，途經馬鞍山新市鎮、大老山隧道、牛頭角、觀塘市中心。

### 九龍巴士89S線
- 水泉澳 ↔ 烏溪沙站

2017年12月9日開辦，來往水泉澳及烏溪沙站，途經圓洲角、小瀝源、亞公角街、耀安邨、馬鞍山市中心、錦英路及落禾沙。星期一至五早上班次不經圓洲角及落禾沙，不設回程服務。

### 九龍巴士97線
- 康盛花園 ↔ 烏溪沙站

2022年10月3日投入服務，途經寶林、坑口、將軍澳隧道、觀塘繞道、大老山隧道、亞公角、富安花園、耀安邨、新港城及錦英苑，本線只於星期一至五繁忙時間提供服務。

### 九龍巴士274線
- 上水（太平） → 烏溪沙站

### 九龍巴士274P線
- 烏溪沙站 ↔ 大埔工業邨

1998年3月10日投入服務，途經富寶花園、馬鞍山市中心、耀安邨、香港科學園、白石角、廣福邨、大埔墟、富亨邨、怡雅苑。

### 九龍巴士287R線
- 佐敦（匯民道） → 烏溪沙站

### 九龍巴士N287線
- 尖沙咀東（麼地道） → 烏溪沙站

### 九龍巴士R287線
- 烏溪沙站→ 尖沙咀（麼地道）

### 過海隧道巴士680P線
- 烏溪沙站 → 金鐘（東）

於2003年10月27日投入服務，2014年12月29日延長至此，由九巴及新巴聯合營運，途經利安邨、富寶花園、馬鞍山市中心、耀安邨、大老山隧道、東區海底隧道、北角、炮台山、天后、銅鑼灣及灣仔，只於平日上午繁忙時間提供服務。

### 過海隧道巴士680X線
- 烏溪沙站 ↔ 中環（港澳碼頭）

於2000年5月2日投入服務，2012年7月30日延長至此，由九巴及新巴聯合營運，途經錦英苑、馬鞍山市中心、耀安邨、大老山隧道、東區海底隧道、東區走廊、天后（只限回程）、銅鑼灣（只限回程）、灣仔、金鐘（只限回程）、中環及上環，只於平日繁忙時間提供服務。

### 過海隧道巴士682線
- 柴灣（東） ↔ 馬鞍山（烏溪沙站）

於2000年3月31日投入服務，2014年11月2日延長至此，由新巴營運，途經小西灣、柴灣、筲箕灣、西灣河、太古城、鰂魚涌、北角、東區海底隧道、大老山隧道、沙田第一城、石門、亞公角、大水坑、耀安邨、馬鞍山市中心、錦英苑及利安邨。

### 過海隧道巴士682P線
- 烏溪沙站 → 柴灣（東）

此特別班次於2014年1月20日投入服務，2017年2月27日加強服務，由新巴營運，途經利安邨、富寶花園、馬鞍山市中心、耀安邨、大老山隧道、東區海底隧道、北角、鰂魚涌、太古城、西灣河、筲箕灣、柴灣及小西灣，只於星期一至五上午繁忙時間提供服務。

### 過海隧道巴士980X線
- 烏溪沙站 → 灣仔（菲林明道）（上午班次）
金鐘（東） → 烏溪沙站（下午班次）

於2017年2月20日投入服務，途經錦英苑、馬鞍山市中心、耀安邨、青沙公路、西區海底隧道、上環、中環及金鐘，只於平日繁忙時間提供服務。

### 龍運巴士A41P線
- 烏溪沙站 ↔ 機場（地面運輸中心）

於1999年6月30日投入服務，2013年8月25日延長至此，途經錦英苑、馬鞍山市中心、耀安邨、錦泰苑、富安花園、石門、沙田第一城、青沙公路、昂船洲大橋、青嶼幹線、北大嶼山公路及港珠澳大橋香港口岸。

### 迪士尼樂園巴士R40線
- 迪士尼樂園 → 烏溪沙站

### 龍運巴士NA40線
- 烏溪沙站 ↔ 港珠澳大橋香港口岸（經機場客運大樓）

於2016年12月17日投入服務，途經錦英苑、馬鞍山市中心、耀安邨、錦泰苑、富安花園、石門、沙田第一城、禾輋邨、瀝源邨、沙田市中心、城門隧道、青荃橋、青衣北岸公路、青嶼幹線、北大嶼山公路、國泰城及一號客運大樓，只於深宵時段提供服務。

### 龍運巴士X40線
- 機場博覽館 → 烏溪沙站

## 總站路線資料（專線小巴）

### 新界區專線小巴807X線
- 大學站 ↔ 烏溪沙站

於2018年投入服務，取道馬鞍山繞道往返兩地而中途不設站。

## 途經路線資料（巴士）

### 九龍巴士40E線
- 泥涌 → 葵涌道（葵芳邨）（上午班次）
葵芳（南） → 泥涌（下午班次）

### 九龍巴士85P線
- 泥涌 ↔ 紅磡（紅鸞道）

### 九龍巴士87E線
- 泥涌 → 尖沙咀（上午班次）
尖沙咀東（麼地道） → 泥涌（下午班次）

### 九龍巴士X89D線
- 泥涌 ↔ 觀塘碼頭

2018年2月5日投入服務。

### 九龍巴士99線
- 安 ↔ 西貢

1978年4月3日和94線一併開辦，途經西沙路、大網仔路。

### 城巴581線
- 馬鞍山市中心 ↔ 西沙及十四鄉

### 過海隧道巴士682A線（下午班次）
- 柴灣（東） → 泥涌

### 過海隧道巴士988線
- 泥涌 ↔ 柴灣（東）

於2021年5月10日投入服務，前身為682X線，途經落禾沙、烏溪沙、利安邨、馬鞍山市中心、青沙公路、西區海底隧道、中環灣仔繞道、北角、鰂魚涌、太古城、西灣河、筲箕灣及柴灣。

## 途經路線資料（專線小巴）

### 新界區專線小巴807B線
- 海栢花園 ↺ 黃竹灣

於2004年12月18日投入服務，途經馬鞍山市中心、烏溪沙站、帝琴灣、泥涌、企嶺下、水浪窩及澳頭。

### 新界區專線小巴807K線
- 大學站 ↔ 井頭

於1995年投入服務，途經馬鞍山市中心、烏溪沙站、帝琴灣及泥涌。

## 車坑分佈
| 車坑分佈（以入口最左邊起計） | 車坑分佈（以入口最左邊起計） | 車坑分佈（以入口最左邊起計）                                                    |
| 車坑編號                     | 座向                         | 路線                                                                            |
| ---------------------------- | ---------------------------- | ------------------------------------------------------------------------------- |
| 1                            | 東面                         | 九龍巴士97、99（往恆安）、274P線 過海隧道巴士680P、680X、980X線                 |
| 2                            | 北面                         | 九龍巴士89D、89S、X89D（往觀塘碼頭）線                                          |
| 3                            | 北面                         | 九龍巴士40E、40X、85P（往泥涌）線                                               |
| 4                            | 北面                         | 九龍巴士85P（往紅磡）、87E、99（往西貢）、X89D（往泥涌）線 龍運巴士A41P、NA40線 |
| 5                            | 北面                         | 城巴581（往十四鄉）線 過海隧道巴士682、682P線                                   |
| 6                            | 西面                         | 城巴581（往馬鞍山）線 過海隧道巴士682A、988線                                   |

## 外部連結
- 九巴 （页面存档备份，存于）
- 烏溪沙站公共運輸交匯處 （页面存档备份，存于），城巴／新巴
- 龍運巴士 （页面存档备份，存于）